# Čistye Prudy (metropolitana di Mosca)
Čistye Prudy (in russo Чи́стые пруды́?), o "Stagni limpidi", è una stazione della Metropolitana di Mosca, situata sulla Linea Sokol'ničeskaja. Fu inaugurata il 15 maggio 1935, insieme al primo segmento della metropolitana della capitale russa. La stazione si trova sotto via Mjasnickaja presso piazza Turgenevskaja, e il viale degli Stagni Limpidi, dal quale prende il nome.
Anche se fu progettata come stazione a tre vani con una sala centrale simile a Krasnyye Vorota e Ochotnyj Rjad, Čistyje Prudy fu invece costruita secondo il modello della Metropolitana di Londra, cioè secondo un progetto con due passaggi ai bordi di entrambe le banchine, che servano da collegamento tra esse. Le volte delle piattaforme esterne furono terminate per dare l'impressione che la sala centrale non esistesse di fatto, anche se era separata dalle altre da pilastri in marmo scuro. Tuttavia, tutti gli archi, eccetto quelli ai termini delle banchine, furono chiusi. L'architetto del primo progetto della stazione fu N. J. Kolli.
Durante la seconda guerra mondiale, la stazione venne chiusa e le sue banchine vennero schermate con compensato per essere utilizzate come quartier generale dello staff della difesa antiaerea sovietica.
La sala centrale di Čistye Prudy fu costruita nel 1971, in modo tale che la stazione potesse divenire un nodo di interscambio con la Linea Kalužsko-Rižskaja. Gli architetti del progetto furono N. A. Šuchareva, L.N. Popov, e  A. F. Fokina. La nuova parte della stazione fu completata in modo tale da assomigliare alle sezioni originali il più possibile, mantenendo il carattere originale. Furono costruiti ascensori nel centro della banchina per collegare con la stazione Turgenevskaja.
Čistye Prudy è rifinita con marmo grigio scuro Ufalei e marmo bianco Koelga, e con granito scuro nelle piattaforme. Nel 1989 le mura esterne della stazione furono rifinite con marmo al posto delle piastrelle in ceramica, per avvicinarsi al design originale.
La stazione fu chiamata Kirovskaja dall'apertura al 1990, ed esiste ancora un busto in bronzo di Sergey Kirov al termine della banchina. Nel 1992 fu chiamata provvisoriamente Mjasnickaja, ma dopo pochi giorni le fu dato il suo nome attuale.

## Interscambi
Da questa stazione è possibile il trasbordo alla stazione Turgenevskaja della Linea Kalužsko-Rižskaja. Nel dicembre 2007 ha inoltre aperto il collegamento con Sretenskij Bul'var della Linea Ljublinsko-Dmitrovskaja.